# Kazimierz Fabrycy

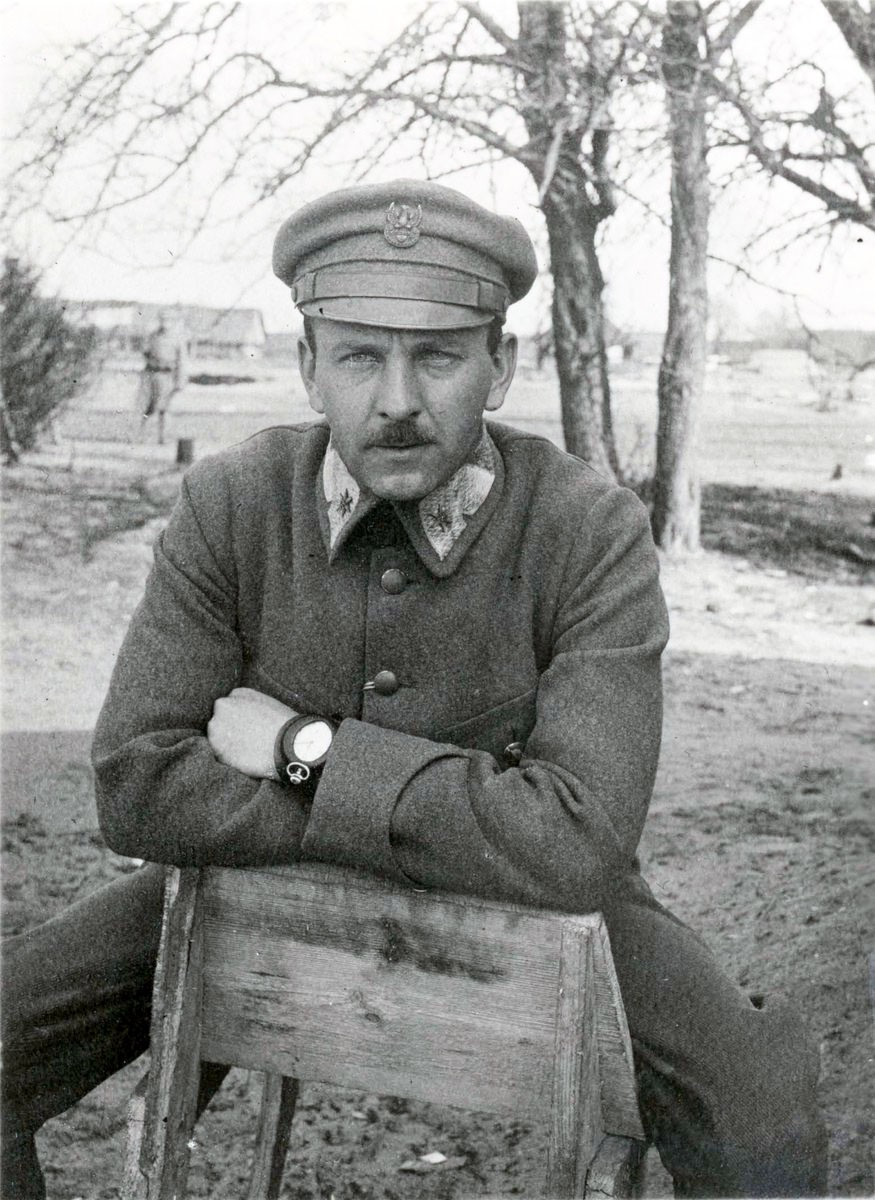
Kazimierz Fabrycy w czasie służby w Legionach

Kazimierz Fabrycy (ur. 20 lutego?/3 marca 1888 w Odessie, zm. 18 lipca 1958 w Londynie) – generał dywizji Wojska Polskiego, kawaler Orderu Virtuti Militari. Dowódca Armii „Karpaty” w kampanii wrześniowej.

## Życiorys
Kazimierz Fabrycy urodził się 3 marca 1888 w Odessie, w ówczesnej guberni chersońskiej, w rodzinie Antoniego i Marii z domu Żera. Herbu Pelikan. Ukończył gimnazjum w Niemirowie, po czym odbył jednoroczną służbę wojskową w armii rosyjskiej. Następnie studiował w Szkole Politechnicznej we Lwowie i na Monachijskim Uniwersytecie Technicznym, gdzie w 1914 otrzymał tytuł inżyniera. Był czynnym członkiem Akademickiego Klubu Turystycznego we Lwowie. W czasie studiów aktywnie uczestniczył w działalności polskich organizacji niepodległościowych. W 1908 był jednym z założycieli Związku Walki Czynnej, a dwa lata później Związku Strzeleckiego. W latach 1909–1913 ukończył Szkołę Oficerską Związku Walki Czynnej i otrzymał znak „Parasola”.
Od sierpnia 1914 walczył w Legionach Polskich. Dowodził kompanią w 1 pułku piechoty, następnie był oficerem sztabu Komendy Legionów, a później dowódcą batalionu w 2 i 3 pułku piechoty Legionów oraz pełniącym obowiązki dowódcy 1 pułku piechoty Legionów. W lipcu 1917, po kryzysie przysięgowym, został internowany w Forcie Beniaminów. Od 21 kwietnia 1918 pełnił służbę w Polskiej Sile Zbrojnej. Był dowódcą kursu oficerów piechoty i dowódcą Kadry 4 pułku piechoty w Ostrowi Mazowieckiej, a następnie komendantem garnizonu Dęblin i organizatorem kursu uzupełnień dla oficerów byłego I Korpusu Polskiego w Rosji.
W listopadzie 1918 objął dowództwo 4 pułku piechoty, który 7 grudnia tego roku przemianowany został na 34 pułk piechoty. 18 stycznia 1919 wyznaczony został na stanowisko zastępcy inspektora szkół piechoty. 25 lipca tego roku powierzono mu stanowisko szefa sztabu Dowództwa Okręgu Generalnego „Poznań”. W czasie wojny z bolszewikami (od 12 lutego 1920) dowodził kolejno XXXI, XX i XXII Brygadą Piechoty. 21 września 1921 objął dowództwo 3 Dywizji Piechoty Legionów w Zamościu. 1 grudnia 1924 Prezydent RP Stanisław Wojciechowski mianował go generałem brygady. W czasie przewrotu majowego 1926 roku opowiedział się po stronie zamachowców. 20 sierpnia 1926 powołany został na stanowisko II wiceministra spraw wojskowych, które 3 sierpnia 1931 przemianowane zostało na urząd I wiceministra spraw wojskowych. 10 listopada 1930 Prezydent Rzeczypospolitej Ignacy Mościcki nadał mu stopień generała dywizji ze starszeństwem z dniem 1 stycznia 1931 i 3. lokatą w korpusie generałów. Jednocześnie zezwolił mu na nałożenie oznak nowego stopnia przed 1 stycznia 1931.
12 czerwca 1934 Prezydent RP zwolnił go ze stanowiska I wiceministra spraw wojskowych i mianował Inspektorem Armii z siedzibą we Lwowie. Funkcję inspektora armii sprawował do września 1939. Zgodnie z założeniami planu operacyjnego „Wschód” przewidziany był do objęcia stanowiska dowódcy Armii „Podole”. Został wyznaczony przez generalnego inspektora Sił Zbrojnych gen. Edwarda Śmigłego-Rydza stałym członkiem Komitetu ds. Uzbrojenia i Sprzętu, powołanego po śmierci Józefa Piłsudskiego latem 1935 na wniosek i pod przewodnictwem gen. Kazimierza Sosnkowskiego. W lutym 1936 polował w Białowieży wraz z ministrem III Rzeszy Hermannem Göringiem. W 1937 był protektorem honorowym klubu sportowego LKS Pogoń Lwów.
15 marca 1939 marszałek Śmigły-Rydz powierzył mu dowództwo południowego odcinka granicznego, a w dniu 11 lipca 1939 mianował dowódcą Armii „Karpaty”. W czasie kampanii wrześniowej podejmował szereg błędnych decyzji, których rezultaty przekreśliły rachuby związane z możliwością obrony Polski południowo-wschodniej. Na przykład w wyniku przedwczesnego wycofania 6 września 24 Dywizji Piechoty z linii Dunajca i oddania Tarnowa, nastąpił kryzys położenia znajdującej się jeszcze na wschodnim brzegu rzeki GO Boruta, która w efekcie musiała walczyć o możliwość przejścia przez Dunajec. Przy okazji spowodowano tym samym trudności paliwowe 10 Brygady Kawalerii, która właśnie w Tarnowie zamierzała zaopatrzyć się w materiały pędne. Nade wszystko jednak doszło do zejścia wielkich polskich jednostek z głównych szlaków komunikacyjnych (Kraków – Rzeszów – Lwów i Nowy Sącz – Sanok), którymi poruszały się niemieckie jednostki szybkie (XXII Korpus Pancerny: 4 Dywizja Lekka i 2 Dywizja Pancerna), przeciwko którym pozostawiona została 10 BK. Zamiast nakazać 11 Karpackiej Dywizji Piechoty wsparcie ogniem posiadanej artylerii działań słabych brygad górskich, Fabrycy nakazał dowódcy tej dywizji oszczędzać się aż do osiągnięcia linii Sanu, chociaż przyniosło to w efekcie zmarnowanie wysiłków postawionych przed niewykonalnymi zadaniami 2 Brygady Górskiej i 3 Brygady Górskiej, ich rozproszenie i umożliwiło przeciwnikowi osiągnięcie wielkich sukcesów relatywnie niewielkimi siłami. Podobnie nie przekazał do gen. Łukoskiego wydanego 11 września rozkazu dowódcy Frontu Południowego gen. Sosnkowskiego, aby 11 DP uderzając z flanki na niemiecką 2 Dywizję Górską wsparła ciężko walczącą 24 DP. Pomimo tego z woli marszałka Rydza-Śmigłego Fabrycy objął dowództwo nowej Armii „Małopolska” i przeniósł się ze sztabem do Lwowa. 12 września odmówił powrotu do swojej Armii, co zmusiło dowódcę Frontu Południowego gen. Sosnkowskiego do objęcia osobistego dowodzenia nad zgrupowaniem 11, 24 i 38 DP. Pomimo tego Fabrycy mianowany został następnie dowódcą przedmościa rumuńskiego. 18 września, po agresji ZSRR na Polskę, przekroczył granicę z Rumunią. Internowany w Rumunii w obozie w Băile Herculane. Resztę wojny spędził na Bliskim Wschodzie, najpierw w Ośrodku Zapasowym Samodzielnej Brygady Strzelców Karpackich, później w innych formacjach tyłowych w Palestynie.
Po wojnie pozostał w Wielkiej Brytanii. Zakupił i prowadził gospodarstwo rolne, co pozwalało mu na uzyskanie środków utrzymania.
Generał Fabrycy, pomimo dowodzenia na odległość wielu kilometrów od linii frontu (8 września 1939 był już w Siedliskach pod Przemyślem, a 10 września, po uzyskaniu wiadomości, że Niemcy są w Sanoku i Radymnie, wbrew woli gen. Sosnkowskiego podjął decyzję o przeniesieniu swojej kwatery do Lwowa), sam żądał od podkomendnych stosowania jak najostrzejszych środków dyscyplinujących. Co gorsza, nie orientując się w sytuacji swojej armii, dezorientował swoimi meldunkami Naczelnego Wodza (8 września zameldował o rozbiciu 24 DP i zdziesiątkowaniu 10 BK, co nie odpowiadało rzeczywistości), a podległe sobie oddziały wręcz oczerniał określając je jako zdemoralizowane.
18 lutego 1958 Prezydent RP August Zaleski powołał go na członka Kapituły Orderu Odrodzenia Polski. 30 kwietnia 1958 w Londynie został wybrany kanclerzem Kapituły Orderu Odrodzenia Polski. Funkcję pełnił do śmierci.
21 listopada 1911 we Lwowie jego żoną została Jadwiga Pawlewska (1888–1971), z którą miał córkę Jadwigę (ur. 1916–1951, po mężu Horoch) i syna (1919–2004).

## Awanse
- chorąży rezerwy
- podporucznik – 1913
- porucznik – 1914
- kapitan – 29 września 1914
- major – 18 stycznia 1915
- podpułkownik – 1918
- pułkownik – 22 maja 1920 zatwierdzony z dniem 1 kwietnia 1920 w piechocie, „w grupie byłych Legionów Polskich”, 3 maja 1922 zweryfikowany ze starszeństwem z dniem 1 czerwca 1919 i 36. lokatą w korpusie oficerów piechoty
- generał brygady – 1 grudnia 1924 ze starszeństwem z dniem 15 sierpnia 1924 i 26. lokatą w korpusie generałów
- generał dywizji – 10 listopada 1930 ze starszeństwem z dniem 1 stycznia 1931 i 3. lokatą w korpusie generałów

## Ordery i odznaczenia
- Krzyż Srebrny Orderu Wojskowego Virtuti Militari nr 2771 (13 maja 1921)[18][19]
- Wielka Wstęga Orderu Odrodzenia Polski (pośmiertnie, 22 lipca 1958)[20]
- Krzyż Komandorski z Gwiazdą Orderu Odrodzenia Polski (11 listopada 1937)[21]
- Krzyż Komandorski Orderu Odrodzenia Polski (10 listopada 1927)[22][23][18]
- Krzyż Niepodległości (20 stycznia 1931)[24][25]
- Krzyż Walecznych (czterokrotnie, po raz 1 i 2 w 1922)[18][26]
- Złoty Krzyż Zasługi (17 marca 1930)[18][27]
- Medal Pamiątkowy za Wojnę 1918–1921[18]
- Medal Dziesięciolecia Odzyskanej Niepodległości[18]
- Znak Oficerski „Parasol”
- Odznaka „Znak Pancerny”
- Odznaka Pamiątkowa Generalnego Inspektora Sił Zbrojnych (12 maja 1936)
- Krzyż Wielki Orderu Białej Róży Finlandii (Finlandia, 1934)[18][28]
- Krzyż Wielki Orderu Miecza (Szwecja)[18]
- Krzyż Wielki Orderu Zasługi (Węgry, 1934)[18][28]
- Krzyż Wielki Orderu Trzech Gwiazd (Łotwa, 1934)[18][28]
- Wielki Oficer Orderu Legii Honorowej (Francja, 1932)[29][18]
- Wielki Oficer Orderu Korony Rumunii (Rumunia, 1929)[30]
- Krzyż Komandorski Orderu Legii Honorowej (Francja, 1928)[18][31]
- Krzyż Komandorski Orderu Korony Rumunii (Rumunia)[18]
- Order Krzyża Orła I klasy (Estonia, 1933)[32]
- Medal 10 Rocznicy Wojny Niepodległościowej (Łotwa, zezwolenie 1933)[33]